# 占領統治
占領統治（せんりょうとうち）とは、占領軍がその政府の命令に基づき支配下に置いた領域および領民に行う立法・行政・司法全般に渡る統治活動。軍自体が統治を執り行う場合は特に軍政（ぐんせい）というが、これには自国の軍隊による戒厳なども含まれるため、占領統治に限られない。

## 概要
占領統治は、占領軍が占領によってその統治地域の主権（対内的かつ対外的な最高独立性および最高決定力）を喪失させるか、きわめて制限された領域において行われる。通常、占領国側の当初の戦争目的が実現し、戦争状態が正式に終結されるか、その他の事情で占領軍がその地を退去するまで続く。
占領軍は協力者を見つけ出し、親占領軍の政府を作ることもある。また既存の統治機構を利用することもある。しかし占領が行われている間には占領軍の意向が強く働き、時には方針の強制や、占領軍の意向に従うよう機構を改組することもある。 軍律と呼ばれる軍事法規が施行され、軍律審判という軍事司法機関が置かれることもある。
占領統治では、占領軍の目的達成のため、情報統制を含む治安維持活動や被占領民に対する宣撫工作がその地域の実情に応じて行われることが多い。更に人心掌握のため、各種のインフラ整備、都市計画、経済支援、医療支援、食料援助、教育援助などが占領国側の民生部門によって行われる場合も多い。また軍政時には軍票を発行して通貨とする場合もある。

## 義和団の乱における占領統治
義和団の乱において英米露仏独墺伊日の連合軍（八カ国連合軍を参照）が北京に進軍して自国民を保護するため、北京のそれぞれの地域を占領した。その際、治安維持を徹底することによって北京一帯の治安が改善され、安全を求めた住民が占領地域に流入するほどに占領統治が成功した。

## 第一次世界大戦と戦間期
- ラインラント占領（英語版）

## 第二次世界大戦における占領統治
第二次世界大戦においては、連合国、枢軸国の双方がそれぞれ占領地域において占領統治を敷いた。場所や実施国によって形態は様々である。

### ナチス・ドイツによる占領地
ナチス・ドイツの占領政策は、地域によって大きな差異が見られる。西側では現地の協力者の組織を支配下に置いて占領行政を行っていたが、ナチズムにおける劣等民族の居住地域で、将来におけるドイツ人入植地（東方生存圏）とされた東側地域（ポーランド、ソビエト連邦）では東部占領地域省やポーランド総督府などによる苛烈な占領政策が敷かれた。またこれらの占領行政には親衛隊も深く関与しており、ホロコーストなど多くの戦争犯罪を引き起こした。
- ナチス・ドイツ占領下のポーランド (1939年-1945年)
- ナチス・ドイツによるデンマーク占領（en）
- ナチス・ドイツによるノルウェー占領（en）
- ドイツによるルクセンブルク占領 (第二次世界大戦)（en）
- ナチス・ドイツによるフランス占領
- ナチス・ドイツによるチャンネル諸島占領
- 東部占領地域
  - ナチス・ドイツによるベラルーシ占領（英語版）
  - ナチス・ドイツによるエストニア占領（en）
  - ナチス・ドイツによるラトビア占領（en）
  - ナチス・ドイツによるリトアニア占領（en）
- ナチス・ドイツによるアルバニア占領

### イタリアによる占領
- イタリア南仏進駐領域
- イタリア保護領アルバニア

### 日本による占領
- 仏印進駐
  - 日本占領時期のカンボジア
  - 日本占領時期のラオス
- 日本軍進駐下のタイ
- 日本占領時期の香港
- 日本占領時期のビルマ
- 日本軍によるアンダマン・ニコバル諸島の占領
- 日本軍のクリスマス島占領
- 日本占領時期のイギリス領マラヤ
- 日本占領時期のイギリス領ボルネオ
- 日本占領時期のシンガポール
- 日本占領時期のインドネシア
- 日本占領時期のフィリピン
- 日本占領時期のグアム
- 日本占領時期のナウル
- 日本占領時期のニューギニア（en）
- 日本占領時期のアッツ島・キスカ島

### ソビエト連邦による占領地
- ソビエト連邦の占領地域（en）
- ソビエト連邦によるポーランド占領
- ソビエト連邦によるルーマニア占領
- ソビエト連邦によるハンガリー占領（en）

### 連合国による占領
連合国軍は1943年に占領したイタリアの南半分に占領地連合国軍政府（AMGOT）を設置し、その占領行政を行った。この政策は枢軸国とその占領地、ドイツ、オーストリア、日本、ノルウェー、オランダ、ルクセンブルク、ベルギー、デンマークにおいても共通していた。1944年6月から奪還したフランスにおいてもAMGOTが設置される予定であったが、フランス共和国臨時政府のシャルル・ド・ゴールの強硬な反対によって設置されなかった。
- イラン進駐 (1941年)

## 第二次世界大戦後における占領統治

### イタリアに対する占領統治
イタリア王国は1943年9月に連合国に降伏したが、ドイツ軍のアッシェ作戦によって国土の北半分およびバルカン半島や南仏の占領地域をドイツによって占領された。このため南部ではイタリア王国を支配する連合国軍（米英）、北部ではイタリア社会共和国を支配するドイツ軍による事実上の占領統治が行われた。
当初、イタリアも後のドイツ同様に米英ソによる共同統治が計画されていたが、イタリアが予定より早く降伏したことからイギリスの気が変わり、ソ連の占領統治への参加を渋るようになった。結果、「制圧した国が占領した国の実権を握り、他の連合軍は形式的に参加する」との取り決めがなされ、この方法は「イタリア方式」と呼ばれる。
ドイツ降伏後は地中海に面した西側とサルデーニャ島、シチリア島の大部分がアメリカの、アドリア海に面した東側とナポリとトリエステ、シチリア島の東側沿岸部がイギリスの占領統治下に置かれたが、途中連合軍に転じた事から、1946年には重要拠点トリエステとその周辺を除きイタリアの統治下に復した。故に当事国の意識は、する側・される側共に薄く占領と捉えない見方もある。1947年にはパリ条約 (1947年)が締結され、イタリアにおける占領統治は終結したが、トリエステは引き続き占領下に置かれ、1954年に南部をユーゴスラビアに割譲し、残りをイタリア政府に返還された。

### 東欧枢軸国に対する占領統治
ルーマニア、ブルガリア、ハンガリーといった東欧の枢軸国は1944年からソビエト連邦軍の単独占領下（イタリア方式）に置かれ、その状態が継続していた。この期間にソ連は自国の協力者を政府の要職に就け、衛星国化した。1947年のパリ条約によってこれらの国々の占領統治は終結した。

### ドイツに対する占領統治
第二次世界大戦の各会議によって、ドイツの占領統治においてはソビエト連邦、アメリカ、イギリス、フランスの四カ国による分割占領が敷かれることが決定されていた。1944年から連合国軍はドイツ国内に進撃し、それぞれの地域で占領統治を行った。ドイツ降伏後、四国政府はベルリン宣言を発表し、分割占領と、占領軍の支配下に置いた各地方政府による統治を確認した。しかし冷戦勃発の影響により、西側とソ連占領地域の対立が増大した。1949年9月21日には西側占領地域で、1949年10月10日にはソ連占領地域で軍政が終了し、民政による占領統治に移行している。1955年から1990年のドイツ再統一までドイツ連邦共和国（西ドイツ）とドイツ民主共和国（東ドイツ）という二つのドイツが成立し、占領統治は終了した。

### 旧ドイツ統治地域に対する占領統治
- 連合軍軍政期 (オーストリア)

### ドイツ占領下にあった連合国に対する占領統治
ノルウェーやデンマーク、オランダ、ギリシア（いずれもイギリス軍）も占領統治下に置かれたが、政府機能復帰までの一時的なものであり、1945年の内に撤退した。

### 日本に対する占領統治
日本の占領統治においては、南西諸島や小笠原諸島を除いて日本政府を通じた連合国軍最高司令官総司令部（GHQ）による占領統治が敷かれた。当初アメリカ軍は日本を直接軍政統治する計画を進めており、実際に千葉県の一部地域では1945年9月の数日間、軍政が敷かれる事態となっていたが、日本政府の強硬な反対によって、最終的には間接統治方式がとられることになった。GHQの要員は最高司令官ダグラス・マッカーサーを含め、大半がアメリカ人で構成されており、占領統治にはアメリカ政府の意向が強く働いた（イタリア方式）。1952年、日本国との平和条約が発効したことにより、日本本土における占領行政は終了した。占領期間は6年7か月28日に及んだ。南西諸島や小笠原諸島ではその後、自治政府が設置されたものの、アメリカによる統治が続いた。1952年にトカラ列島、1953年に奄美群島、1968年に小笠原諸島、1972年に沖縄県が本土復帰し、占領行政は終了した。
- 三布告#館山
- アメリカ合衆国による沖縄統治
  - 琉球列島米国軍政府
  - 琉球列島米国民政府
- アメリカ施政権下の小笠原諸島

### 旧日本統治地域に対する占領統治
- 連合軍軍政期 (朝鮮史)

### 日本占領下にあった連合国に対する占領統治
満州国はソ連・モンゴル連合軍の侵攻の後、ソ連の占領統治下に置かれ、翌1946年に中華民国へ統治権を引き渡したが、関東州を中心とする大連は1950年までソ連の支配下に置かれた。しかし、ソ連の撤退は中国共産党の満州での浸透を確認してからであり、満州を返還された中華民国の統治は都市部周辺にしか及ばず、国共内戦で中国国民党が敗れる遠因となる。また、ソ連は満州での権益は手放すことはなく、返還したのはスターリンの死後であった。
フランス領インドシナは北部が中華民国軍、南部がイギリス軍（英印軍）の占領統治下に置かれ、降伏した現地日本軍への対応を行った。だが、中華民国軍・英印軍が担当した北部の占領統治は、中華民国軍が隣国であったことから順調だったのに対し、英印軍・仏軍が担当した南部は、両国に余力が無かった事から占領が遅れ、現地日本軍を形式上英軍指揮下の同盟軍として治安維持に当たらせ、日本占領時の人員・統治システムをそのまま使い回していた。結果的に日本軍の完全撤退は第一次インドシナ戦争の終了まで伸びる事となる（形式上は日本軍ではない事になっている）。日本軍の降伏完了後は旧宗主国に復したが、独立運動が活発になる。中華民国は撤退の見返りとしてフランスの租借地である広州湾を返還された。
オランダ領東インドはイギリス軍（英印軍）とオーストラリア軍を主力とした連合軍の占領下におかれ、ボルネオ島（サラワク王国、英領北ボルネオを含む）がオーストラリア軍の、それ以外はイギリス・オランダ連合軍（実質イギリス軍）の占領下におかれる事となった。イギリス軍の統治が及んだのは、実質ジャワ島とスマトラ島の都市部のみで、後のスラウェシ島、モルッカ諸島、小スンダ列島などは事実上オーストラリアの占領下に置かれ、旧宗主国のオランダは唯一完全制圧を免れたオランダ領ニューギニアを担当した。日本が降伏後、上記の通り連合国の占領が遅れ、英軍指揮下の同盟軍として事実上日本軍が暴徒鎮圧と治安維持を行っていた。結局、完全占領出来ないまま1946年にイギリス軍が撤退し、1947年に日本軍も完全に撤退し旧宗主国に復したが独立運動が活発になる。

### イスラエル占領下・非ユダヤ人住民に対する占領統治
イギリス委任統治領パレスチナは第二次世界大戦後の1947年11月29日、国際連合のパレスチナ分割決議により、ユダヤ人とアラブ人の2国家をそれぞれ独立させることになった。人口と比較してユダヤ人に有利な国割で、アラブ人側は反発し、パレスチナ内戦に陥った。委任統治の終了した1948年5月14日にユダヤ人はイスラエル独立宣言を行い、そのままアラブ人との第一次中東戦争に突入した。
第一次中東戦争に勝利し、さらに占領地を増やしたイスラエルは、ユダヤ人住民に対してはイスラエル国政府による民政、アラブ人（パレスチナ人）住民に対してはイスラエル国防軍による占領統治という、二重行政の形を取った。本土・占領地という区別では無く、住民の出自がそのまま占領統治対象の基準になった。
占領統治は1966年に一度終了するが、1967年の第三次中東戦争でさらに占領地を増やしてユダヤ人入植地を建設すると（また、東エルサレムを自国領として併合。いずれも、国際的には認められていないが、アメリカ合衆国など一部は認めている）、新たな占領地の非ユダヤ人住民は、再びイスラエル国防軍の占領統治下に敷かれ、イスラエル国防軍軍律によって統制された。エジプトからの占領地（シナイ半島）は1979年に返還されたが、シリアからの占領地（ゴラン高原）は1981年に併合を宣言した（これも米国以外は認めていない）。同年、キャンプ・デービッド合意に従ってIDFの直接支配は名目上終了し、行政部門はイスラエル民政局に権限を移譲した。
残るパレスチナ自治政府の領土とされた土地の大部分は、現在でもイスラエル国防軍・イスラエル民政局の占領統治下にある。さらに、米国の支持を得て（「繁栄に至る平和」）、ヨルダン川西岸地区の要衝をイスラエル本土として併合（内地化）しようとしており、パレスチナ側の強い反発を受けている。
なおイスラエルは、一時的に占領したシナイ半島を除き、占領統治であること自体を認めていない。理由として、イギリス委任統治領パレスチナの消滅後、無主地を「管理」中と解釈したもの、あるいは「自衛権行使」による「入域」であり、「占領」には当たらないなどの主張が行われている。また、占領地での被占領民保護を義務づけた、1949年のジュネーヴ第4条約の適用を否定する目的などが挙げられる。

## 冷戦終結以降の戦争による占領統治
- イラク戦争 - 連合国暫定当局
- 2022年ロシアのウクライナ侵攻 - ドネツク人民共和国およびルガンスク人民共和国[7]